# 2001 QS297
2001 QS297 est un objet transneptunien de la famille des cubewanos.

## Caractéristiques
2001 QS297 mesure environ 320 km de diamètre, ce qui le qualifie comme un candidat au statut de planète naine. On ne dispose que d'un arc d'observation de 23 jours, son orbite est encore mal connue (juillet 2023).